# 도카치국
도카치노쿠니(일본어: 十勝国, とかちのくに)는 메이지 시대, 홋카이도에 설치되었던 일본의 구니이다. 현재의 도카치 지청에서 아쇼로 군 일부를 제외한 나머지에 해당한다.